# Salbitschijen
Le Salbitschijen est sommet culminant à 2 985 mètres d'altitude dans les Alpes uranaises, en Suisse.
Le Salbitschijen est situé au nord de la vallée du Göschenertal et du lac Göscheneralpsee. Ses arêtes et ses parois granitiques sont équipées de voies classiques en escalade. Le sommet est couronné par l'aiguille sommitale Salbit de 15 m de haut, avec une voie d'escalade de difficulté 5.

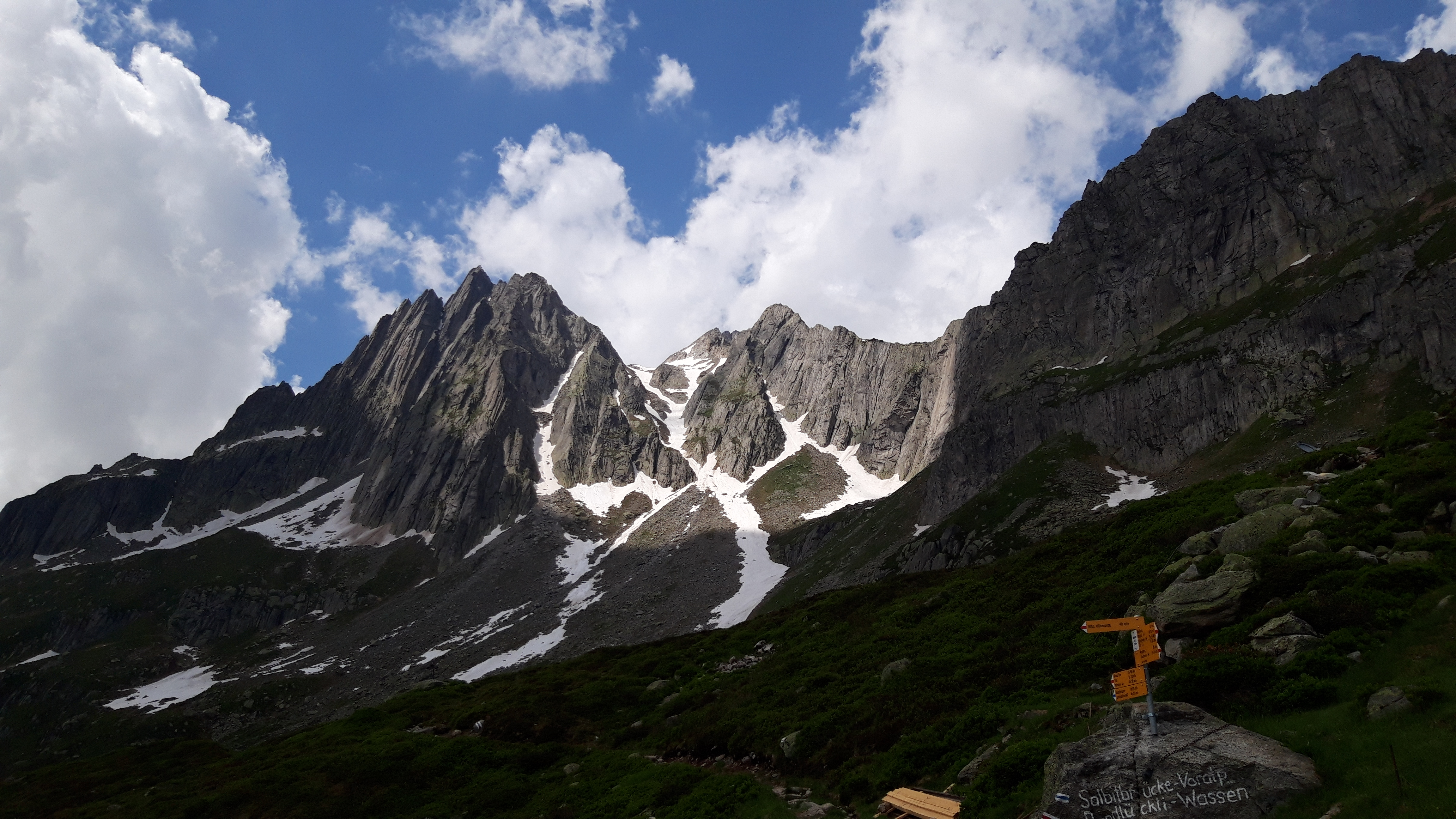
Le Salbitschijen vu de la Salbithütte.

## Toponymie
Schije, en suisse allemand « lattes minces, clôture, longue planche, poteau de clôture », désigne une formation rocheuse étroite et imposantes.